# 2014–2015-ös UEFA-bajnokok ligája (csoportkör)
A 2014–2015-ös UEFA-bajnokok ligája csoportkörének mérkőzéseit 2014. szeptember 16. és december 10. között játszották le.
Az 1–3-ig rangsorolt nemzeti labdarúgó-bajnokságok dobogós csapatai, a 4–6-ig rangsorolt nemzeti labdarúgó-bajnokságok bajnok és ezüstérmes csapatai, valamint a 7–12-ig rangsorolt nemzeti labdarúgó-bajnokságok bajnokcsapatai a csoportkörben csatlakoztak a bajnokcsapatok rájátszásának, illetve a bajnoki helyezés alapján részt vevő csapatok rájátszásának öt-öt továbbjutójához.
A csoportkörben nyolc, egyaránt négycsapatos csoportot képeztek. A csoportokban a csapatok körmérkőzéses, oda-visszavágós rendszerben mérkőztek meg egymással. A csoportok első két helyen záró csapat az egyenes kieséses szakaszba jutott, a harmadik helyezettek a 2014–2015-ös Európa-liga egyenes kieséses szakaszában folytatták, míg az utolsó helyezettek kiestek.

## Fordulók és időpontok
| Forduló        | Sorsolás dátuma              | Játéknapok (A–D csoport) | Játéknapok (E–H csoport) |
| -------------- | ---------------------------- | ------------------------ | ------------------------ |
| 1. mérkőzésnap | 2014. augusztus 28. (Monaco) | 2014. szeptember 16.     | 2014. szeptember 17.     |
| 2. mérkőzésnap | 2014. augusztus 28. (Monaco) | 2014. október 1.         | 2014. szeptember 30.     |
| 3. mérkőzésnap | 2014. augusztus 28. (Monaco) | 2014. október 22.        | 2014. október 21.        |
| 4. mérkőzésnap | 2014. augusztus 28. (Monaco) | 2014. november 4.        | 2014. november 5.        |
| 5. mérkőzésnap | 2014. augusztus 28. (Monaco) | 2014. november 26.       | 2014. november 25.       |
| 6. mérkőzésnap | 2014. augusztus 28. (Monaco) | 2014. december 9.        | 2014. december 10.       |

## Sorsolás
A sorsolást 2014. augusztus 28-án tartották Monacóban. A sorsolás előtt a csapatokat négy darab nyolccsapatos kalapba sorolták az úgynevezett UEFA-együtthatójuk sorrendjében. A címvédő Real Madrid automatikusan az 1. kalapba került. Minden kalapból minden csoportba egy-egy csapatot sorsoltak. Egy csoportba nem kerülhetett két azonos nemzetiségű csapat.
| Csapat                | Együttható | Kalap |
| --------------------- | ---------- | ----- |
| Real Madrid (címvédő) | 161,542    | 1     |
| FC Barcelona          | 157,542    | 1     |
| Bayern München        | 154,328    | 1     |
| Chelsea               | 140,949    | 1     |
| Benfica               | 129,459    | 1     |
| Atlético de Madrid    | 119,542    | 1     |
| Arsenal               | 112,949    | 1     |
| FC Porto              | 105,459    | 1     |
| Schalke 04            | 95,328     | 2     |
| Borussia Dortmund     | 82,328     | 2     |
| Juventus              | 80,387     | 2     |
| Paris Saint-Germain   | 80,300     | 2     |
| Sahtar Doneck         | 78,193     | 2     |
| FC Basel              | 75,645     | 2     |
| Zenyit                | 73,899     | 2     |
| Manchester City       | 72,949     | 2     |

| Csapat            | Együttható | Kalap |
| ----------------- | ---------- | ----- |
| Bayer Leverkusen  | 70,328     | 3     |
| Olimbiakósz       | 67,720     | 3     |
| CSZKA Moszkva     | 66,899     | 3     |
| Ajax              | 61,862     | 3     |
| Liverpool FC      | 58,949     | 3     |
| Sporting CP       | 58,459     | 3     |
| Galatasaray       | 55,340     | 3     |
| Athletic Bilbao   | 54,542     | 3     |
| Anderlecht        | 50,260     | 4     |
| AS Roma           | 39,887     | 4     |
| APÓEL             | 37,650     | 4     |
| BATE Bariszav     | 33,725     | 4     |
| Ludogorec Razgrad | 18,125     | 4     |
| NK Maribor        | 16,200     | 4     |
| AS Monaco         | 11,300     | 4     |
| Malmö FF          | 6,265      | 4     |

## Csoportok

### Sorrend meghatározása
Az UEFA versenyszabályzata alapján, ha két vagy több csapat a csoportmérkőzések után azonos pontszámmal állt, az alábbiak alapján kellett meghatározni a sorrendet:
1. az azonosan álló csapatok mérkőzésein szerzett több pont
2. az azonosan álló csapatok mérkőzésein elért jobb gólkülönbség
3. az azonosan álló csapatok mérkőzésein idegenben szerzett több gól
4. az összes mérkőzésen elért jobb gólkülönbség
5. az összes mérkőzésen szerzett több gól
6. az azonosan álló csapatok és nemzeti szövetségük jobb UEFA-együtthatója az előző öt évben

Az időpontok közép-európai idő/közép-európai nyári idő szerint értendők.

### A csoport
| Hely. | Csapat             | M | Gy | D | V | G+ | G– | Gk  | P  | Továbbjutás                                |  | ATL | JUV | OLY | MAL |
| ----- | ------------------ | - | -- | - | - | -- | -- | --- | -- | ------------------------------------------ |  | --- | --- | --- | --- |
| 1.    | Atlético de Madrid | 6 | 4  | 1 | 1 | 14 | 3  | +11 | 13 | Továbbjutott az egyenes kieséses szakaszba |  | —   | 1–0 | 4–0 | 5–0 |
| 2.    | Juventus           | 6 | 3  | 1 | 2 | 7  | 4  | +3  | 10 | Továbbjutott az egyenes kieséses szakaszba |  | 0–0 | —   | 3–2 | 2–0 |
| 3.    | Olimbiakósz        | 6 | 3  | 0 | 3 | 10 | 13 | −3  | 9  | Átkerült az Európa-ligába                  |  | 3–2 | 1–0 | —   | 4–2 |
| 4.    | Malmö FF           | 6 | 1  | 0 | 5 | 4  | 15 | −11 | 3  |                                            |  | 0–2 | 0–2 | 2–0 | —   |

| 2014. szeptember 16. 20:45 |

| Olimbiakósz                           | 3–2               | Atlético de Madrid          |
| ------------------------------------- | ----------------- | --------------------------- |
| Masuaku 13' Afellay 31' Mitroglou 73' | (2–1) Jegyzőkönyv | Mandžukić 38' Griezmann 86' |

| Karaiszkákisz Stadion, Pireusz Játékvezető: Pedro Proença (portugál) |

| 2014. szeptember 16. 20:45 |

| Juventus      | 2–0               | Malmö FF |
| ------------- | ----------------- | -------- |
| Tévez 59' 90' | (0–0) Jegyzőkönyv |          |

| Juventus Stadion, Torino Játékvezető: Szymon Marciniak (lengyel) |

| 2014. október 1. 20:45 |

| Malmö FF          | 2–0               | Olimbiakósz |
| ----------------- | ----------------- | ----------- |
| Rosenberg 42' 82' | (1–0) Jegyzőkönyv |             |

| Swedbank Stadion, Malmö Játékvezető: Szergej Karaszjov (orosz) |

| 2014. október 1. 20:45 |

| Atlético de Madrid | 1–0               | Juventus |
| ------------------ | ----------------- | -------- |
| Turan 75'          | (0–0) Jegyzőkönyv |          |

| Vicente Calderón Stadion, Madrid Játékvezető: Felix Brych (német) |

| 2014. október 22. 20:45 |

| Atlético de Madrid                                         | 5–0               | Malmö FF |
| ---------------------------------------------------------- | ----------------- | -------- |
| Koke 48' Mandžukić 61' Griezmann 63' Godín 87' Cerci 90+3' | (0–0) Jegyzőkönyv |          |

| Vicente Calderón Stadion, Madrid Játékvezető: Matej Jug (szlovén) |

| 2014. október 22. 20:45 |

| Olimbiakósz | 1–0               | Juventus |
| ----------- | ----------------- | -------- |
| Kasami 36'  | (1–0) Jegyzőkönyv |          |

| Karaiszkákisz Stadion, Pireusz Játékvezető: Milorad Mažić (szerb) |

| 2014. november 4. 20:45 |

| Malmö FF | 0–2               | Atlético de Madrid  |
| -------- | ----------------- | ------------------- |
|          | (0–1) Jegyzőkönyv | Koke 30' García 78' |

| Swedbank Stadion, Malmö Játékvezető: Mark Clattenburg (angol) |

| 2014. november 4. 20:45 |

| Juventus                                | 3–2               | Olimbiakósz           |
| --------------------------------------- | ----------------- | --------------------- |
| Pirlo 21' Roberto 65' (öngól) Pogba 66' | (1–1) Jegyzőkönyv | Botía 24' N'Dinga 61' |

| Juventus Stadion, Torino Játékvezető: Martin Atkinson (angol) |

| 2014. november 26. 20:45 |

| Atlético de Madrid              | 4–0               | Olimbiakósz |
| ------------------------------- | ----------------- | ----------- |
| García 9' Mandžukić 38' 62' 65' | (2–0) Jegyzőkönyv |             |

| Vicente Calderón Stadion, Madrid Játékvezető: Wolfgang Stark (német) |

| 2014. november 26. 20:45 |

| Malmö FF | 0–2               | Juventus               |
| -------- | ----------------- | ---------------------- |
|          | (0–0) Jegyzőkönyv | Llorente 49' Tevez 88' |

| Swedbank Stadion, Malmö Játékvezető: Pedro Proença (portugál) |

| 2014. december 9. 20:45 |

| Olimbiakósz                                        | 4–2               | Malmö FF                |
| -------------------------------------------------- | ----------------- | ----------------------- |
| Fuster 22' Domínguez 63' Mitroglou 87' Afellay 90' | (1–0) Jegyzőkönyv | Kroon 59' Rosenberg 81' |

| Karaiszkákisz Stadion, Pireusz Játékvezető: Stéphane Lannoy (francia) |

| 2014. december 9. 20:45 |

| Juventus | 0–0         | Atlético de Madrid |
| -------- | ----------- | ------------------ |
|          | Jegyzőkönyv |                    |

| Juventus Stadion, Torino Játékvezető: William Collum (skót) |

### B csoport
| Hely. | Csapat            | M | Gy | D | V | G+ | G– | Gk  | P  | Továbbjutás                                |  | RM  | BSL | LIV | LUD |
| ----- | ----------------- | - | -- | - | - | -- | -- | --- | -- | ------------------------------------------ |  | --- | --- | --- | --- |
| 1.    | Real Madrid       | 6 | 6  | 0 | 0 | 16 | 2  | +14 | 18 | Továbbjutott az egyenes kieséses szakaszba |  | —   | 5–1 | 1–0 | 4–0 |
| 2.    | FC Basel          | 6 | 2  | 1 | 3 | 7  | 8  | −1  | 7  | Továbbjutott az egyenes kieséses szakaszba |  | 0–1 | —   | 1–0 | 4–0 |
| 3.    | Liverpool FC      | 6 | 1  | 2 | 3 | 5  | 9  | −4  | 5  | Átkerült az Európa-ligába                  |  | 0–3 | 1–1 | —   | 2–1 |
| 4.    | Ludogorec Razgrad | 6 | 1  | 1 | 4 | 5  | 14 | −9  | 4  |                                            |  | 1–2 | 1–0 | 2–2 | —   |

| 2014. szeptember 16. 20:45 |

| Liverpool FC                           | 2–1               | Ludogorec Razgrad |
| -------------------------------------- | ----------------- | ----------------- |
| Balotelli 82' Gerrard 90+3' (11-esből) | (0–0) Jegyzőkönyv | Abalo 90+1'       |

| Anfield, Liverpool Játékvezető: Matej Jug (szlovén) |

| 2014. szeptember 16. 20:45 |

| Real Madrid                                                      | 5–1               | FC Basel     |
| ---------------------------------------------------------------- | ----------------- | ------------ |
| Suchý 14' (öngól) Bale 30' Ronaldo 31' Rodríguez 37' Benzema 79' | (4–1) Jegyzőkönyv | González 38' |

| Santiago Bernabéu, Madrid Játékvezető: Damir Skomina (szlovén) |

| 2014. október 1. 20:45 |

| FC Basel     | 1–0               | Liverpool FC |
| ------------ | ----------------- | ------------ |
| Streller 52' | (0–0) Jegyzőkönyv |              |

| St. Jakob-Park, Bázel Játékvezető: Jonas Eriksson (svéd) |

| 2014. október 1. 20:45 |

| Ludogorec Razgrad | 1–2               | Real Madrid                        |
| ----------------- | ----------------- | ---------------------------------- |
| Marcelinho 6'     | (1–1) Jegyzőkönyv | Ronaldo 24' (11-esből) Benzema 77' |

| Ludogorets Arena, Razgrad Játékvezető: Craig Thomson (skót) |

| 2014. október 22. 20:45 |

| Ludogorec Razgrad | 1–0               | FC Basel |
| ----------------- | ----------------- | -------- |
| Minev 90+2'       | (0–0) Jegyzőkönyv |          |

| Vasil Levski National Stadium, Szófia Játékvezető: Deniz Aytekin (német) |

| 2014. október 22. 20:45 |

| Liverpool FC | 0–3               | Real Madrid                 |
| ------------ | ----------------- | --------------------------- |
|              | (0–3) Jegyzőkönyv | Ronaldo 23' Benzema 30' 41' |

| Anfield, Liverpool Játékvezető: Nicola Rizzoli (olasz) |

| 2014. november 4. 20:45 |

| FC Basel                                    | 4–0               | Ludogorec Razgrad |
| ------------------------------------------- | ----------------- | ----------------- |
| Embolo 34' González 41' Gashi 59' Suchý 65' | (2–0) Jegyzőkönyv |                   |

| St. Jakob-Park, Bázel Játékvezető: Stéphane Lannoy (francia) |

| 2014. november 4. 20:45 |

| Real Madrid | 1–0               | Liverpool FC |
| ----------- | ----------------- | ------------ |
| Benzema 27' | (1–0) Jegyzőkönyv |              |

| Santiago Bernabéu, Madrid Játékvezető: Kassai Viktor (magyar) |

| 2014. november 26. 20:45 |

| Ludogorec Razgrad    | 2–2               | Liverpool FC             |
| -------------------- | ----------------- | ------------------------ |
| Abalo 3' Terziev 88' | (1–2) Jegyzőkönyv | Lambert 8' Henderson 37' |

| Ludogorets Arena, Razgrad Játékvezető: Antonio Mateu Lahoz (spanyol) |

| 2014. november 26. 20:45 |

| FC Basel | 0–1               | Real Madrid |
| -------- | ----------------- | ----------- |
|          | (0–1) Jegyzőkönyv | Ronaldo 35' |

| St. Jakob-Park, Bázel Játékvezető: Milorad Mažić (szerb) |

| 2014. december 9. 20:45 |

| Liverpool FC | 1–1               | FC Basel    |
| ------------ | ----------------- | ----------- |
| Gerrard 81'  | (0–1) Jegyzőkönyv | F. Frei 25' |

| Anfield, Liverpool Játékvezető: Björn Kuipers (holland) |

| 2014. december 9. 20:45 |

| Real Madrid                                            | 4–0               | Ludogorec Razgrad |
| ------------------------------------------------------ | ----------------- | ----------------- |
| Ronaldo 20' (11-esből) Bale 38' Arbeloa 80' Medrán 88' | (2–0) Jegyzőkönyv |                   |

| Santiago Bernabéu, Madrid Játékvezető: Clément Turpin (francia) |

### C csoport
| Hely. | Csapat           | M | Gy | D | V | G+ | G– | Gk | P  | Továbbjutás                                |  | MON | LEV | ZEN | BEN |
| ----- | ---------------- | - | -- | - | - | -- | -- | -- | -- | ------------------------------------------ |  | --- | --- | --- | --- |
| 1.    | AS Monaco        | 6 | 3  | 2 | 1 | 4  | 1  | +3 | 11 | Továbbjutott az egyenes kieséses szakaszba |  | —   | 1–0 | 2–0 | 0–0 |
| 2.    | Bayer Leverkusen | 6 | 3  | 1 | 2 | 7  | 4  | +3 | 10 | Továbbjutott az egyenes kieséses szakaszba |  | 0–1 | —   | 2–0 | 3–1 |
| 3.    | Zenyit           | 6 | 2  | 1 | 3 | 4  | 6  | −2 | 7  | Átkerült az Európa-ligába                  |  | 0–0 | 1–2 | —   | 1–0 |
| 4.    | Benfica          | 6 | 1  | 2 | 3 | 2  | 6  | −4 | 5  |                                            |  | 1–0 | 0–0 | 0–2 | —   |

| 2014. szeptember 16. 20:45 |

| AS Monaco    | 1–0               | Bayer Leverkusen |
| ------------ | ----------------- | ---------------- |
| Moutinho 61' | (0–0) Jegyzőkönyv |                  |

| II. Lajos Stadion, Monaco Játékvezető: Pavel Královec (cseh) |

| 2014. szeptember 16. 20:45 |

| Benfica | 0–2               | Zenyit             |
| ------- | ----------------- | ------------------ |
|         | (0–2) Jegyzőkönyv | Hulk 5' Witsel 22' |

| Estádio da Luz, Lisszabon Játékvezető: Svein Oddvar Moen (norvég) |

| 2014. október 1. 18:00 |

| Zenyit | 0–0         | AS Monaco |
| ------ | ----------- | --------- |
|        | Jegyzőkönyv |           |

| Petrovszkij Stadion, Szentpétervár Játékvezető: Mark Clattenburg (angol) |

| 2014. október 1. 20:45 |

| Bayer Leverkusen                                | 3–1               | Benfica    |
| ----------------------------------------------- | ----------------- | ---------- |
| Kießling 25' Szon 34' Çalhanoğlu 64' (11-esből) | (2–0) Jegyzőkönyv | Salvio 62' |

| BayArena, Leverkusen Játékvezető: Martin Atkinson (angol) |

| 2014. október 22. 20:45 |

| Bayer Leverkusen            | 2–0               | Zenyit |
| --------------------------- | ----------------- | ------ |
| Donati 58' Papadópulosz 63' | (0–0) Jegyzőkönyv |        |

| BayArena, Leverkusen Játékvezető: Björn Kuipers (holland) |

| 2014. október 22. 20:45 |

| AS Monaco | 0–0         | Benfica |
| --------- | ----------- | ------- |
|           | Jegyzőkönyv |         |

| II. Lajos Stadion, Monaco Játékvezető: Szymon Marciniak (lengyel) |

| 2014. november 4. 18:00 |

| Zenyit     | 1–2               | Bayer Leverkusen |
| ---------- | ----------------- | ---------------- |
| Rondón 89' | (0–0) Jegyzőkönyv | Szon 68' 73'     |

| Petrovszkij Stadion, Szentpétervár Játékvezető: Alberto Undiano Mallenco (spanyol) |

| 2014. november 4. 20:45 |

| Benfica     | 1–0               | AS Monaco |
| ----------- | ----------------- | --------- |
| Talisca 82' | (0–0) Jegyzőkönyv |           |

| Estádio da Luz, Lisszabon Játékvezető: David Fernández Borbalán (spanyol) |

| 2014. november 26. 18:00 |

| Zenyit    | 1–0               | Benfica |
| --------- | ----------------- | ------- |
| Danny 79' | (0–0) Jegyzőkönyv |         |

| Petrovszkij Stadion, Szentpétervár Játékvezető: Nicola Rizzoli (olasz) |

| 2014. november 26. 20:45 |

| Bayer Leverkusen | 0–1               | AS Monaco   |
| ---------------- | ----------------- | ----------- |
|                  | (0–0) Jegyzőkönyv | Ocampos 72' |

| BayArena, Leverkusen Játékvezető: Paolo Tagliavento (olasz) |

| 2014. december 9. 20:45 |

| AS Monaco                 | 2–0               | Zenyit |
| ------------------------- | ----------------- | ------ |
| Abdennour 63' Fabinho 89' | (0–0) Jegyzőkönyv |        |

| II. Lajos Stadion, Monaco Játékvezető: Damir Skomina (szlovén) |

| 2014. december 9. 20:45 |

| Benfica | 0–0         | Bayer Leverkusen |
| ------- | ----------- | ---------------- |
|         | Jegyzőkönyv |                  |

| Estádio da Luz, Lisszabon Játékvezető: Aleksei Kulbakov (fehérorosz) |

### D csoport
| Hely. | Csapat            | M | Gy | D | V | G+ | G– | Gk  | P  | Továbbjutás                                |  | DOR | ARS | AND | GAL |
| ----- | ----------------- | - | -- | - | - | -- | -- | --- | -- | ------------------------------------------ |  | --- | --- | --- | --- |
| 1.    | Borussia Dortmund | 6 | 4  | 1 | 1 | 14 | 4  | +10 | 13 | Továbbjutott az egyenes kieséses szakaszba |  | —   | 2–0 | 1–1 | 4–1 |
| 2.    | Arsenal           | 6 | 4  | 1 | 1 | 15 | 8  | +7  | 13 | Továbbjutott az egyenes kieséses szakaszba |  | 2–0 | —   | 3–3 | 4–1 |
| 3.    | Anderlecht        | 6 | 1  | 3 | 2 | 8  | 10 | −2  | 6  | Átkerült az Európa-ligába                  |  | 0–3 | 1–2 | —   | 2–0 |
| 4.    | Galatasaray       | 6 | 0  | 1 | 5 | 4  | 19 | −15 | 1  |                                            |  | 0–4 | 1–4 | 1–1 | —   |

1. 1 2  Egymás elleni eredmény: Borussia Dortmund 2–0 Arsenal, Arsenal 2–0 Borussia Dortmund (döntetlen, az összesített gólkülönbség döntött).

| 2014. szeptember 16. 20:45 |

| Galatasaray  | 1–1               | Anderlecht |
| ------------ | ----------------- | ---------- |
| Yılmaz 90+1' | (0–0) Jegyzőkönyv | Praet 52'  |

| Türk Telekom Arena, Isztambul Játékvezető: Vad István (magyar) |

| 2014. szeptember 16. 20:45 |

| Borussia Dortmund           | 2–0               | Arsenal |
| --------------------------- | ----------------- | ------- |
| Immobile 45' Aubameyang 48' | (1–0) Jegyzőkönyv |         |

| Westfalenstadion, Dortmund Játékvezető: Olegário Benquerença (portugál) |

| 2014. október 1. 20:45 |

| Arsenal                         | 4–1               | Galatasaray           |
| ------------------------------- | ----------------- | --------------------- |
| Welbeck 22' 30' 52' Sánchez 41' | (3–0) Jegyzőkönyv | Yılmaz 63' (11-esből) |

| Emirates Stadion, London Játékvezető: Gianluca Rocchi (olasz) |

| 2014. október 1. 20:45 |

| Anderlecht | 0–3               | Borussia Dortmund         |
| ---------- | ----------------- | ------------------------- |
|            | (0–1) Jegyzőkönyv | Immobile 3' Ramos 69' 79' |

| Constant Vanden Stock Stadion, Brüsszel Játékvezető: Paolo Tagliavento (olasz) |

| 2014. október 22. 20:45 |

| Anderlecht | 1–2               | Arsenal                  |
| ---------- | ----------------- | ------------------------ |
| Najar 71'  | (0–0) Jegyzőkönyv | Gibbs 89' Podolski 90+1' |

| Constant Vanden Stock Stadion, Brüsszel Játékvezető: Carlos Velasco Carballo (spanyol) |

| 2014. október 22. 20:45 |

| Galatasaray | 0–4               | Borussia Dortmund                    |
| ----------- | ----------------- | ------------------------------------ |
|             | (0–3) Jegyzőkönyv | Aubameyang 6' 18' Reus 41' Ramos 83' |

| Türk Telekom Arena, Isztambul Játékvezető: Antonio Mateu Lahoz (spanyol) |

| 2014. november 4. 20:45 |

| Arsenal                                                  | 3–3               | Anderlecht                                   |
| -------------------------------------------------------- | ----------------- | -------------------------------------------- |
| Arteta 25' (11-esből) Sánchez 29' Oxlade-Chamberlain 58' | (2–0) Jegyzőkönyv | Vanden Borre 61' 73' (11-esből) Mitrović 90' |

| Emirates Stadion, London Játékvezető: Clément Turpin (francia) |

| 2014. november 4. 20:45 |

| Borussia Dortmund                                           | 4–1               | Galatasaray |
| ----------------------------------------------------------- | ----------------- | ----------- |
| Reus 39' Papastathopoulos 56' Immobile 74' Kaya 85' (öngól) | (1–0) Jegyzőkönyv | Balta 70'   |

| Westfalenstadion, Dortmund Játékvezető: Pavel Královec (cseh) |

| 2014. november 26. 20:45 |

| Anderlecht     | 2–0               | Galatasaray |
| -------------- | ----------------- | ----------- |
| Mbemba 44' 86' | (1–0) Jegyzőkönyv |             |

| Constant Vanden Stock Stadion, Brüsszel Játékvezető: Ivan Bebek (horvát) |

| 2014. november 26. 20:45 |

| Arsenal               | 2–0               | Borussia Dortmund |
| --------------------- | ----------------- | ----------------- |
| Sanogo 2' Sánchez 57' | (1–0) Jegyzőkönyv |                   |

| Emirates Stadion, London Játékvezető: Kassai Viktor (magyar) |

| 2014. december 9. 20:45 |

| Galatasaray  | 1–4               | Arsenal                          |
| ------------ | ----------------- | -------------------------------- |
| Sneijder 89' | (0–3) Jegyzőkönyv | Podolski 3' 90+2' Ramsey 11' 29' |

| Türk Telekom Arena, Isztambul Játékvezető: David Fernández Borbalán (spanyol) |

| 2014. december 9. 20:45 |

| Borussia Dortmund | 1–1               | Anderlecht      |
| ----------------- | ----------------- | --------------- |
| Immobile 58'      | (0–0) Jegyzőkönyv | A. Mitrović 84' |

| Westfalenstadion, Dortmund Játékvezető: Alberto Undiano Mallenco (spanyol) |

### E csoport
| Hely. | Csapat          | M | Gy | D | V | G+ | G– | Gk  | P  | Továbbjutás                                |  | BAY | MC  | ROM | CSKA |
| ----- | --------------- | - | -- | - | - | -- | -- | --- | -- | ------------------------------------------ |  | --- | --- | --- | ---- |
| 1.    | Bayern München  | 6 | 5  | 0 | 1 | 16 | 4  | +12 | 15 | Továbbjutott az egyenes kieséses szakaszba |  | —   | 1–0 | 2–0 | 3–0  |
| 2.    | Manchester City | 6 | 2  | 2 | 2 | 9  | 8  | +1  | 8  | Továbbjutott az egyenes kieséses szakaszba |  | 3–2 | —   | 1–1 | 1–2  |
| 3.    | AS Roma         | 6 | 1  | 2 | 3 | 8  | 14 | −6  | 5  | Átkerült az Európa-ligába                  |  | 1–7 | 0–2 | —   | 5–1  |
| 4.    | CSZKA Moszkva   | 6 | 1  | 2 | 3 | 6  | 13 | −7  | 5  |                                            |  | 0–1 | 2–2 | 1–1 | —    |

1. 1 2  Egymás elleni eredmény: AS Roma 5–1 CSZKA Moszkva, CSZKA Moszkva 1–1 AS Roma.

| 2014. szeptember 17. 20:45 |

| AS Roma                                                      | 5–1               | CSZKA Moszkva |
| ------------------------------------------------------------ | ----------------- | ------------- |
| Iturbe 6' Gervinho 10' 31' Maicon 20' Ignasevics 50' (öngól) | (4–0) Jegyzőkönyv | Musa 82'      |

| Stadio Olimpico, Róma Játékvezető: David Fernández Borbalán (spanyol) |

| 2014. szeptember 17. 20:45 |

| Bayern München | 1–0               | Manchester City |
| -------------- | ----------------- | --------------- |
| Boateng 90'    | (0–0) Jegyzőkönyv |                 |

| Allianz Arena, München Játékvezető: Alberto Undiano Mallenco (spanyol) |

| 2014. szeptember 30. 18:00 |

| CSZKA Moszkva | 0–1               | Bayern München        |
| ------------- | ----------------- | --------------------- |
|               | (0–1) Jegyzőkönyv | Müller 22' (11-esből) |

| Arena Khimki, Khimki Játékvezető: William Collum (skót) |

| 2014. szeptember 30. 20:45 |

| Manchester City      | 1–1               | AS Roma   |
| -------------------- | ----------------- | --------- |
| Agüero 4' (11-esből) | (1–1) Jegyzőkönyv | Totti 23' |

| City of Manchester Stadion, Manchester Játékvezető: Björn Kuipers (holland) |

| 2014. október 21. 18:00 |

| CSZKA Moszkva                     | 2–2               | Manchester City       |
| --------------------------------- | ----------------- | --------------------- |
| Doumbia 65' Natkho 86' (11-esből) | (0–2) Jegyzőkönyv | Agüero 29' Milner 38' |

| Arena Khimki, Khimki Játékvezető: Vad István (magyar) |

| 2014. október 21. 20:45 |

| AS Roma      | 1–7               | Bayern München                                                                       |
| ------------ | ----------------- | ------------------------------------------------------------------------------------ |
| Gervinho 66' | (0–5) Jegyzőkönyv | Robben 9' 30' Götze 23' Lewandowski 25' Müller 36' (11-esből) Ribéry 78' Shaqiri 80' |

| Stadio Olimpico, Róma Játékvezető: Jonas Eriksson (svéd) |

| 2014. november 5. 20:45 |

| Manchester City | 1–2               | CSZKA Moszkva  |
| --------------- | ----------------- | -------------- |
| Y. Touré 8'     | (1–2) Jegyzőkönyv | Doumbia 2' 34' |

| City of Manchester Stadion, Manchester Játékvezető: Anasztásziosz Szidirópulosz (görög) |

| 2014. november 5. 20:45 |

| Bayern München       | 2–0               | AS Roma |
| -------------------- | ----------------- | ------- |
| Ribéry 38' Götze 64' | (1–0) Jegyzőkönyv |         |

| Allianz Arena, München Játékvezető: Cüneyt Çakır (török) |

| 2014. november 25. 18:00 |

| CSZKA Moszkva       | 1–1               | AS Roma   |
| ------------------- | ----------------- | --------- |
| V. Berezuckij 90+3' | (0–1) Jegyzőkönyv | Totti 43' |

| Arena Khimki, Khimki Játékvezető: Felix Brych (német) |

| 2014. november 25. 20:45 |

| Manchester City                 | 3–2               | Bayern München             |
| ------------------------------- | ----------------- | -------------------------- |
| Agüero 22' (11-esből) 85' 90+1' | (1–2) Jegyzőkönyv | Alonso 40' Lewandowski 45' |

| City of Manchester Stadion, Manchester Játékvezető: Pavel Královec (cseh) |

| 2014. december 10. 20:45 |

| AS Roma | 0–2               | Manchester City        |
| ------- | ----------------- | ---------------------- |
|         | (0–0) Jegyzőkönyv | Nasri 60' Zabaleta 86' |

| Stadio Olimpico, Róma Játékvezető: Milorad Mažić (szerb) |

| 2014. december 10. 20:45 |

| Bayern München                           | 3–0               | CSZKA Moszkva |
| ---------------------------------------- | ----------------- | ------------- |
| Müller 18' (11-esből) Rode 84' Götze 90' | (1–0) Jegyzőkönyv |               |

| Allianz Arena, München Játékvezető: Olegário Benquerença (portugál) |

### F csoport
| Hely. | Csapat              | M | Gy | D | V | G+ | G– | Gk  | P  | Továbbjutás                                |  | BAR | PSG | AJX | APÓ |
| ----- | ------------------- | - | -- | - | - | -- | -- | --- | -- | ------------------------------------------ |  | --- | --- | --- | --- |
| 1.    | FC Barcelona        | 6 | 5  | 0 | 1 | 15 | 5  | +10 | 15 | Továbbjutott az egyenes kieséses szakaszba |  | —   | 3–1 | 3–1 | 1–0 |
| 2.    | Paris Saint-Germain | 6 | 4  | 1 | 1 | 10 | 7  | +3  | 13 | Továbbjutott az egyenes kieséses szakaszba |  | 3–2 | —   | 3–1 | 1–0 |
| 3.    | Ajax                | 6 | 1  | 2 | 3 | 8  | 10 | −2  | 5  | Átkerült az Európa-ligába                  |  | 0–2 | 1–1 | —   | 4–0 |
| 4.    | APÓEL               | 6 | 0  | 1 | 5 | 1  | 12 | −11 | 1  |                                            |  | 0–4 | 0–1 | 1–1 | —   |

| 2014. szeptember 17. 20:45 |

| FC Barcelona | 1–0               | APÓEL |
| ------------ | ----------------- | ----- |
| Piqué 28'    | (1–0) Jegyzőkönyv |       |

| Camp Nou, Barcelona Játékvezető: Deniz Aytekin (német) |

| 2014. szeptember 17. 20:45 |

| Ajax       | 1–1               | Paris Saint-Germain |
| ---------- | ----------------- | ------------------- |
| Schöne 74' | (0–1) Jegyzőkönyv | Cavani 14'          |

| Amsterdam ArenA, Amszterdam Játékvezető: Wolfgang Stark (német) |

| 2014. szeptember 30. 20:45 |

| Paris Saint-Germain                     | 3–2               | FC Barcelona         |
| --------------------------------------- | ----------------- | -------------------- |
| David Luiz 10' Verratti 26' Matuidi 54' | (2–1) Jegyzőkönyv | Messi 12' Neymar 56' |

| Parc des Princes, Párizs Játékvezető: Nicola Rizzoli (olasz) |

| 2014. szeptember 30. 20:45 |

| APÓEL                  | 1–1               | Ajax         |
| ---------------------- | ----------------- | ------------ |
| Manduca 31' (11-esből) | (1–1) Jegyzőkönyv | Andersen 28' |

| GSZP Stadion, Nicosia Játékvezető: Milorad Mažić (szerb) |

| 2014. október 21. 20:45 |

| APÓEL | 0–1               | Paris Saint-Germain |
| ----- | ----------------- | ------------------- |
|       | (0–0) Jegyzőkönyv | Cavani 87'          |

| GSZP Stadion, Nicosia Játékvezető: Ovidiu Hațegan (román) |

| 2014. október 21. 20:45 |

| FC Barcelona                      | 3–1               | Ajax         |
| --------------------------------- | ----------------- | ------------ |
| Neymar 7' Messi 24' Ramírez 90+4' | (2–0) Jegyzőkönyv | El Ghazi 88' |

| Camp Nou, Barcelona Játékvezető: William Collum (skót) |

| 2014. november 5. 20:45 |

| Paris Saint-Germain | 1–0               | APÓEL |
| ------------------- | ----------------- | ----- |
| Cavani 1'           | (1–0) Jegyzőkönyv |       |

| Parc des Princes, Párizs Játékvezető: Olegário Benquerença (portugál) |

| 2014. november 5. 20:45 |

| Ajax | 0–2               | FC Barcelona  |
| ---- | ----------------- | ------------- |
|      | (0–1) Jegyzőkönyv | Messi 36' 76' |

| Amsterdam ArenA, Amszterdam Játékvezető: Pedro Proença (portugál) |

| 2014. november 25. 20:45 |

| APÓEL | 0–4               | FC Barcelona                 |
| ----- | ----------------- | ---------------------------- |
|       | (0–2) Jegyzőkönyv | Suárez 28' Messi 38' 58' 87' |

| GSZP Stadion, Nicosia Játékvezető: Gianluca Rocchi (olasz) |

| 2014. november 25. 20:45 |

| Paris Saint-Germain            | 3–1               | Ajax         |
| ------------------------------ | ----------------- | ------------ |
| Cavani 33' 83' Ibrahimović 78' | (1–0) Jegyzőkönyv | Klaassen 67' |

| Parc des Princes, Párizs Játékvezető: Matej Jug (szlovén) |

| 2014. december 10. 20:45 |

| FC Barcelona                    | 3–1               | Paris Saint-Germain |
| ------------------------------- | ----------------- | ------------------- |
| Messi 19' Neymar 42' Suárez 77' | (2–1) Jegyzőkönyv | Ibrahimović 15'     |

| Camp Nou, Barcelona Játékvezető: Martin Atkinson (angol) |

| 2014. december 10. 20:45 |

| Ajax                                               | 4–0               | APÓEL |
| -------------------------------------------------- | ----------------- | ----- |
| Schöne 45+1' (11-esből) 50' Klaassen 53' Milik 74' | (1–0) Jegyzőkönyv |       |

| Amsterdam ArenA, Amszterdam Játékvezető: Carlos Velasco Carballo (spanyol) |

### G csoport
| Hely. | Csapat      | M | Gy | D | V | G+ | G– | Gk  | P  | Továbbjutás                                |  | CHL | SCH | SPO | MRB |
| ----- | ----------- | - | -- | - | - | -- | -- | --- | -- | ------------------------------------------ |  | --- | --- | --- | --- |
| 1.    | Chelsea     | 6 | 4  | 2 | 0 | 17 | 3  | +14 | 14 | Továbbjutott az egyenes kieséses szakaszba |  | —   | 1–1 | 3–1 | 6–0 |
| 2.    | Schalke 04  | 6 | 2  | 2 | 2 | 9  | 14 | −5  | 8  | Továbbjutott az egyenes kieséses szakaszba |  | 0–5 | —   | 4–3 | 1–1 |
| 3.    | Sporting CP | 6 | 2  | 1 | 3 | 12 | 12 | 0   | 7  | Átkerült az Európa-ligába                  |  | 0–1 | 4–2 | —   | 3–1 |
| 4.    | NK Maribor  | 6 | 0  | 3 | 3 | 4  | 13 | −9  | 3  |                                            |  | 1–1 | 0–1 | 1–1 | —   |

| 2014. szeptember 17. 20:45 |

| Chelsea      | 1–1               | Schalke 04    |
| ------------ | ----------------- | ------------- |
| Fàbregas 11' | (1–0) Jegyzőkönyv | Huntelaar 62' |

| Stamford Bridge, London Játékvezető: Ivan Bebek (horvát) |

| 2014. szeptember 17. 20:45 |

| NK Maribor    | 1–1               | Sporting CP |
| ------------- | ----------------- | ----------- |
| Zahovič 90+2' | (0–0) Jegyzőkönyv | Nani 80'    |

| Stadion Ljudski vrt, Maribor Játékvezető: Clément Turpin (francia) |

| 2014. szeptember 30. 20:45 |

| Sporting CP | 0–1               | Chelsea   |
| ----------- | ----------------- | --------- |
|             | (0–1) Jegyzőkönyv | Matić 34' |

| Estádio José Alvalade, Lisszabon Játékvezető: Antonio Mateu Lahoz (spanyol) |

| 2014. szeptember 30. 20:45 |

| Schalke 04    | 1–1               | NK Maribor |
| ------------- | ----------------- | ---------- |
| Huntelaar 56' | (0–1) Jegyzőkönyv | Bohar 37'  |

| Veltins-Arena, Gelsenkirchen Játékvezető: Carlos Velasco Carballo (spanyol) |

| 2014. október 21. 20:45 |

| Schalke 04                                                         | 4–3               | Sporting CP                       |
| ------------------------------------------------------------------ | ----------------- | --------------------------------- |
| Obasi 34' Huntelaar 51' Höwedes 60' Choupo-Moting 90+3' (11-esből) | (1–1) Jegyzőkönyv | Nani 16' Silva 64' (11-esből) 78' |

| Veltins-Arena, Gelsenkirchen Játékvezető: Szergej Karaszjov (orosz) |

| 2014. október 21. 20:45 |

| Chelsea                                                                              | 6–0               | NK Maribor |
| ------------------------------------------------------------------------------------ | ----------------- | ---------- |
| Rémy 13' Drogba 23' (11-esből) Terry 31' Viler 54' (öngól) Hazard 77' (11-esből) 90' | (3–0) Jegyzőkönyv |            |

| Stamford Bridge, London Játékvezető: Danny Makkelie (holland) |

| 2014. november 5. 20:45 |

| Sporting CP                                   | 4–2               | Schalke 04                   |
| --------------------------------------------- | ----------------- | ---------------------------- |
| Sarr 26' Jefferson 52' Nani 72' Slimani 90+1' | (1–1) Jegyzőkönyv | Slimani 17' (öngól) Aogo 88' |

| Estádio José Alvalade, Lisszabon Játékvezető: Paolo Tagliavento (olasz) |

| 2014. november 5. 20:45 |

| NK Maribor  | 1–1               | Chelsea   |
| ----------- | ----------------- | --------- |
| Ibraimi 50' | (0–0) Jegyzőkönyv | Matić 73' |

| Stadion Ljudski vrt, Maribor Játékvezető: Daniele Orsato (olasz) |

| 2014. november 25. 20:45 |

| Schalke 04 | 0–5               | Chelsea                                                           |
| ---------- | ----------------- | ----------------------------------------------------------------- |
|            | (0–3) Jegyzőkönyv | Terry 2' Willian 29' Kirchhoff 44' (öngól) Drogba 76' Ramires 78' |

| Veltins-Arena, Gelsenkirchen Játékvezető: Jonas Eriksson (svéd) |

| 2014. november 25. 20:45 |

| Sporting CP                   | 3–1               | NK Maribor            |
| ----------------------------- | ----------------- | --------------------- |
| Mané 10' Nani 35' Slimani 65' | (2–1) Jegyzőkönyv | Jefferson 42' (öngól) |

| Estádio José Alvalade, Lisszabon Játékvezető: Craig Thomson (skót) |

| 2014. december 10. 20:45 |

| Chelsea                                       | 3–1               | Sporting CP |
| --------------------------------------------- | ----------------- | ----------- |
| Fàbregas 8' (11-esből) Schürrle 16' Mikel 56' | (2–0) Jegyzőkönyv | Silva 50'   |

| Stamford Bridge, London Játékvezető: Svein Oddvar Moen (norvég) |

| 2014. december 10. 20:45 |

| NK Maribor | 0–1               | Schalke 04 |
| ---------- | ----------------- | ---------- |
|            | (0–0) Jegyzőkönyv | Meyer 62'  |

| Stadion Ljudski vrt, Maribor Játékvezető: Szymon Marciniak (lengyel) |

### H csoport
| Hely. | Csapat          | M | Gy | D | V | G+ | G– | Gk  | P  | Továbbjutás                                |  | POR | SHK | ATH | BATE |
| ----- | --------------- | - | -- | - | - | -- | -- | --- | -- | ------------------------------------------ |  | --- | --- | --- | ---- |
| 1.    | FC Porto        | 6 | 4  | 2 | 0 | 16 | 4  | +12 | 14 | Továbbjutott az egyenes kieséses szakaszba |  | —   | 1–1 | 2–1 | 6–0  |
| 2.    | Sahtar Doneck   | 6 | 2  | 3 | 1 | 15 | 4  | +11 | 9  | Továbbjutott az egyenes kieséses szakaszba |  | 2–2 | —   | 0–1 | 5–0  |
| 3.    | Athletic Bilbao | 6 | 2  | 1 | 3 | 5  | 6  | −1  | 7  | Átkerült az Európa-ligába                  |  | 0–2 | 0–0 | —   | 2–0  |
| 4.    | BATE Bariszav   | 6 | 1  | 0 | 5 | 2  | 24 | −22 | 3  |                                            |  | 0–3 | 0–7 | 2–1 | —    |

| 2014. szeptember 17. 20:45 |

| FC Porto                                                 | 6–0               | BATE Bariszav |
| -------------------------------------------------------- | ----------------- | ------------- |
| Brahimi 5' 32' 57' Martínez 37' Adrián 61' Aboubakar 76' | (3–0) Jegyzőkönyv |               |

| Estádio do Dragão, Porto Játékvezető: Bas Nijhuis (holland) |

| 2014. szeptember 17. 20:45 |

| Athletic Bilbao | 0–0         | Sahtar Doneck |
| --------------- | ----------- | ------------- |
|                 | Jegyzőkönyv |               |

| San Mamés Stadion, Bilbao Játékvezető: Anasztásziosz Szidirópulosz (görög) |

| 2014. szeptember 30. 20:45 |

| Sahtar Doneck                      | 2–2               | FC Porto                      |
| ---------------------------------- | ----------------- | ----------------------------- |
| Alex Teixeira 52' Luiz Adriano 85' | (0–0) Jegyzőkönyv | Martínez 89' (11-esből) 90+4' |

| Arena Lviv, Lviv Játékvezető: Cüneyt Çakır (török) |

| 2014. szeptember 30. 18:00 |

| BATE Bariszav              | 2–1               | Athletic Bilbao |
| -------------------------- | ----------------- | --------------- |
| Palyakow 19' Karnitsky 41' | (2–1) Jegyzőkönyv | Aduriz 45'      |

| Borisov Arena, Bariszav Játékvezető: Stéphane Lannoy (francia) |

| 2014. október 21. 18:00 |

| BATE Bariszav | 0–7               | Sahtar Doneck                                                                              |
| ------------- | ----------------- | ------------------------------------------------------------------------------------------ |
|               | (0–6) Jegyzőkönyv | Alex Teixeira 11' Luiz Adriano 28' (11-esből) 36' 40' 44' 82' (11-esből) Douglas Costa 35' |

| Borisov Arena, Bariszav Játékvezető: Ivan Bebek (horvát) |

| 2014. október 21. 20:45 |

| FC Porto                 | 2–1               | Athletic Bilbao |
| ------------------------ | ----------------- | --------------- |
| Herrera 45' Quaresma 75' | (1–0) Jegyzőkönyv | Guillermo 58'   |

| Estádio do Dragão, Porto Játékvezető: Damir Skomina (szlovén) |

| 2014. november 5. 20:45 |

| Sahtar Doneck                                                    | 5–0               | BATE Bariszav |
| ---------------------------------------------------------------- | ----------------- | ------------- |
| Srna 19' Alex Teixeira 48' Luiz Adriano 58' (11-esből) 83' 90+3' | (1–0) Jegyzőkönyv |               |

| Arena Lviv, Lviv Játékvezető: Wolfgang Stark (német) |

| 2014. november 5. 20:45 |

| Athletic Bilbao | 0–2               | FC Porto                 |
| --------------- | ----------------- | ------------------------ |
|                 | (0–0) Jegyzőkönyv | Martínez 56' Brahimi 73' |

| San Mamés Stadion, Bilbao Játékvezető: Felix Brych (német) |

| 2014. november 25. 18:00 |

| BATE Bariszav | 0–3               | FC Porto                           |
| ------------- | ----------------- | ---------------------------------- |
|               | (0–0) Jegyzőkönyv | Herrera 56' Martínez 65' Tello 89' |

| Borisov Arena, Bariszav Játékvezető: Ovidiu Hațegan (román) |

| 2014. november 25. 20:45 |

| Sahtar Doneck | 0–1               | Athletic Bilbao |
| ------------- | ----------------- | --------------- |
|               | (0–0) Jegyzőkönyv | San José 68'    |

| Arena Lviv, Lviv Játékvezető: Mark Clattenburg (angol) |

| 2014. december 10. 20:45 |

| FC Porto      | 1–1               | Sahtar Doneck  |
| ------------- | ----------------- | -------------- |
| Aboubakar 87' | (0–0) Jegyzőkönyv | Stepanenko 50' |

| Estádio do Dragão, Porto Játékvezető: Ruddy Buquet (francia) |

| 2014. december 10. 20:45 |

| Athletic Bilbao          | 2–0               | BATE Bariszav |
| ------------------------ | ----------------- | ------------- |
| San José 47' Susaeta 88' | (0–0) Jegyzőkönyv |               |

| San Mamés Stadion, Bilbao Játékvezető: Daniele Orsato (olasz) |